# Jardin botanique de Mérida
Le jardin botanique de Mérida est un jardin botanique de la ville de Mérida au Venezuela.

## Historique
Le jardin est fondé en 1991 par l'Université des Andes pour la préservation de la faune et de la flore et pour la recherche. Le jardin est ouvert au public depuis le 8 décembre 2002.

## Description
Occupant une zone de 44 hectares donnée à l'université pour son développement, le jardin est divisé en différentes zones représentant un type de flore locale. La plus grande partie de la zone est occupée par un bois de pins autochtones au nord de Mérida entre les fleuves Albarregas et Mucujún.

## Collections
La collection la plus importante du jardin est constituée des bromélies avec plus de 100 espèces et 600 individus : cela représente la plus grande collection de bromélies du Venezuela et de l'Amérique du Sud.

## Liens  externes
- (es) « Site officiel du Jardin botanique de Mérida »(Archive.org • Wikiwix • Archive.is • Google • Que faire ?)
- (es) Cartes, images et renseignements sur le Jardin botanique de Mérida